# إيليزا هايوود
إيليزا هايوود (بالإنجليزية: Eliza Haywood) (1693، شروبشاير في المملكة المتحدة - 25 فبراير 1756)؛ مؤلِّفة، كاتِبة مسرحية، ممثلة، شاعرة وروائية بريطانية.

## روابط خارجية
- إيليزا هايوود على موقع الموسوعة البريطانية (الإنجليزية)
- إيليزا هايوود على موقع إن إن دي بي (الإنجليزية)